# Vlhošť (Blíževedly)
Vlhošť je osada v jihovýchodní části katastrálního území Litice, části obce Blíževedly v okrese Česká Lípa. Osada stojí na jihovýchodním úpatí hory Vlhošť.

## Historie
První písemná zmínka o osadě pojmenované podle sousedního vrchu pochází z roku 1787.

## Přírodní poměry
Osada stojí na jihovýchodním úpatí Vlhoště v nadmořské výšce 390–400 metrů.

## Obyvatelstvo
Od druhé poloviny devatenáctého století v osadě stálo obvykle pět domů, ve kterých žilo dvacet až třicet lidí. Při sčítání lidu v roce 1921 zde žilo 26 obyvatel (z toho jedenáct mužů) německé národnosti, kteří se kromě jednoho člověka bez vyznání hlásili k římskokatolické církvi. Podle sčítání lidu z roku 1930 měla vesnice sedmnáct obyvatel: tři Čechoslováky a čtrnáct Němců. Všichni byli římskými katolíky.
|           | 1869 | 1880 | 1890 | 1900 | 1910 | 1921 | 1930 | 1950 |
| --------- | ---- | ---- | ---- | ---- | ---- | ---- | ---- | ---- |
| Obyvatelé | 33   | 10   | 29   | 31   | 23   | 26   | 17   | 15   |
| Domy      | 5    | 4    | 5    | 5    | 5    | 5    | 5    | 5    |

## Doprava
Osada je přístupná po zpevněné cestě ze vsi Loubí. Podél cesty je žlutě značena turistická trasa, která vede úbočím Vlhoště a přes osadu pokračuje směrem na východ do údolí Dolského potoka. Druhou značenou trasou, která osadou prochází, je červeně značená trasa z Holan do severní části chráněné krajinné oblasti Kokořínsko – Máchův kraj a dále do Dubé.